# Melocactus paucispinus

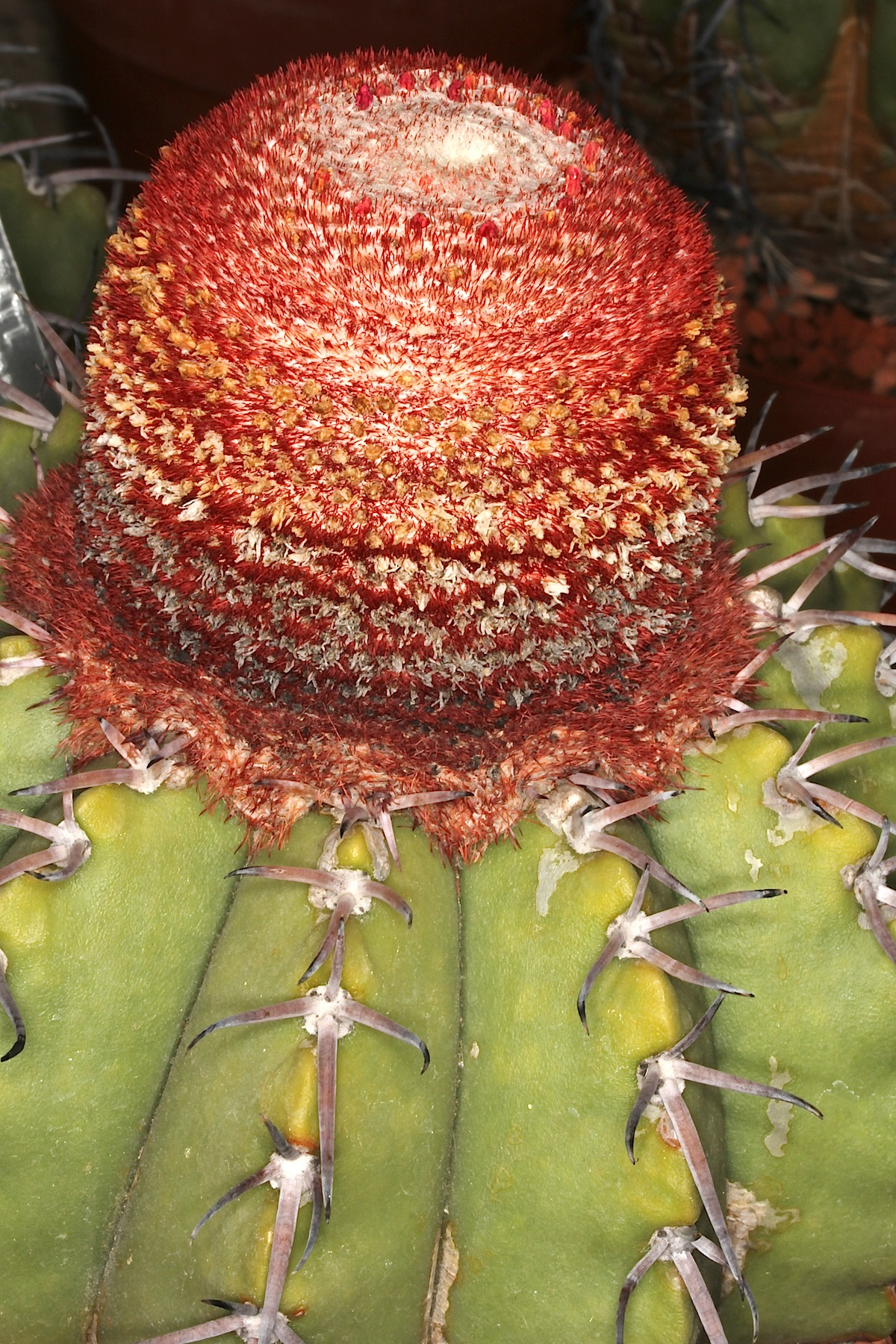
Melocactus paucispinus mit altem Cephalium

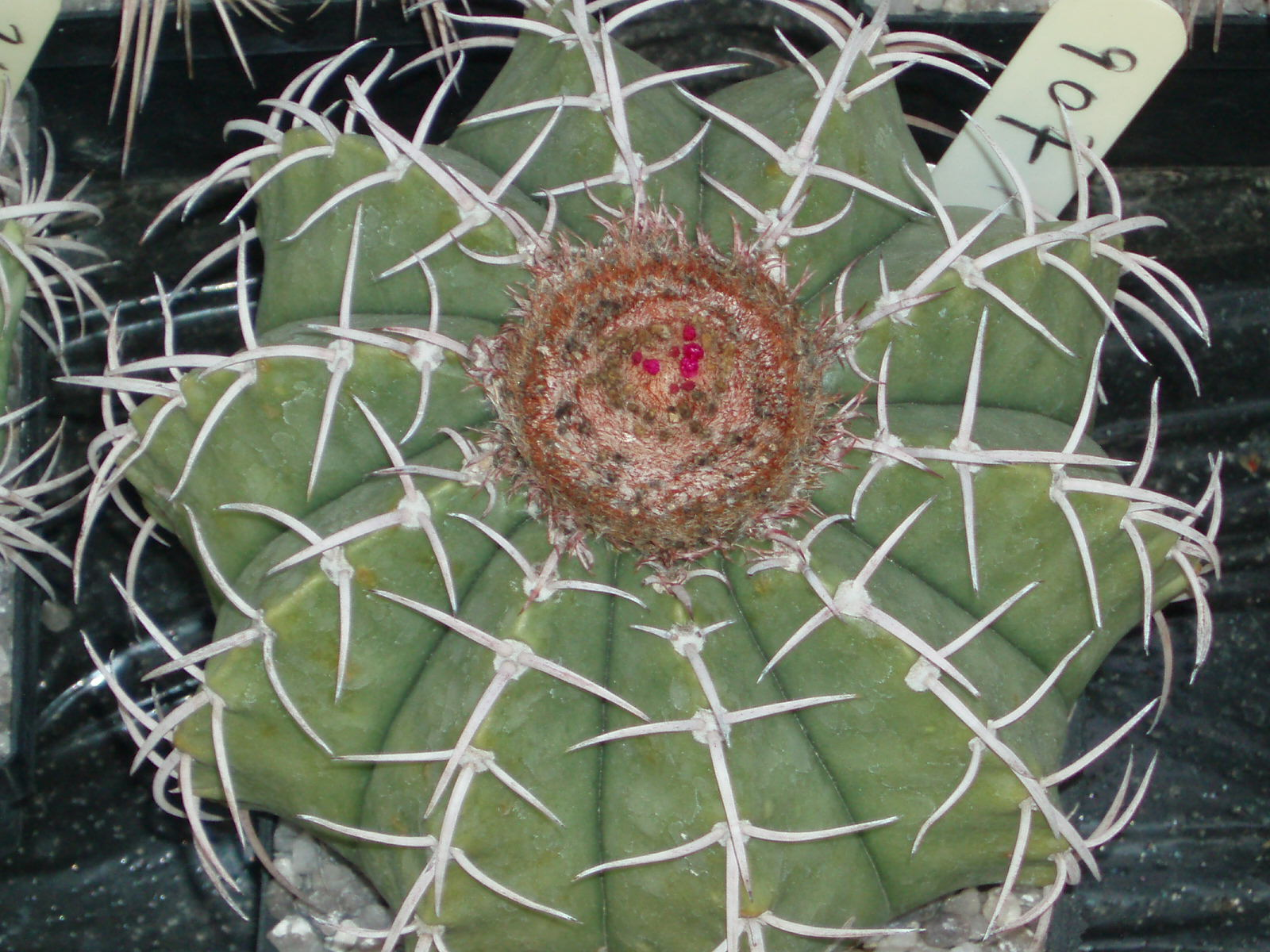
Melocactus paucispinus vom Typstandort

Melocactus paucispinus ist eine Pflanzenart aus der Gattung Melocactus in der Familie der Kakteengewächse (Cactaceae). Das Artepitheton paucispinus leitet sich von den lateinischen Worten pauci- für ‚wenig‘ sowie -spinus für ‚bedornt‘ ab.

## Beschreibung
Melocactus paucispinus wächst mit graugrünen, stark niedergedrückten entweder halbkugelförmigen oder scheibenförmigen Körpern, die Wuchshöhen von 7 bis 12 Zentimetern und Durchmesser von 15 bis 19 Zentimetern erreichen. Die Körper sind häufig teilweise im Sand eingegraben. Es sind 9 bis 10 Rippen vorhanden. Ein Mitteldorn fehlt. Die 3 bis 6 zurückgebogenen, grauen Randdornen besitzen eine dunklere Spitze und sind zwischen 2 und 3,2 Zentimeter lang. Der unterste Randdorn ist am längsten. Das aus cremeweißer Wolle und feinen mehr oder weniger rosaroten Borsten gebildete Cephalium wird 3 bis 6 Zentimeter hoch und erreicht einen Durchmesser von 7 bis 8 Zentimetern.
Die tiefrosafarbenen Blüten sind 1,8 bis 2,6 Zentimeter lang und weisen Durchmesser von 0,9 bis 1,5 Zentimetern auf. Die Früchte sind hell fliederrosa und 1,4 bis 1,9 Zentimeter lang.

## Verbreitung, Systematik und Gefährdung
Melocactus paucispinus ist im brasilianischen Bundesstaat Bahia verbreitet.
Die Erstbeschreibung erfolgte 1983 durch Gerhard Heimen und Rainer Jürgen Paul (* 1946).
Melocactus paucispinus wird in Anhang I des Washingtoner Artenschutz-Übereinkommen geführt. In der Roten Liste gefährdeter Arten der IUCN von 2002 wurde sie als „Endangered (EN)“, d. h. stark gefährdet eingestuft. Im Jahr 2013 wird die Art als „Least Concern (LC)“, d. h. als nicht gefährdet geführt.

## Nachweise

## Weiterführende Literatur
- Sabrina Mota Lambert, Eduardo Leite Borba, Marlon Câmara Machado Sónia Cristina Da Silva Andrade: Allozyme Diversity and Morphometrics of Melocactus paucispinus (Cactaceae) and Evidence for Hybridization with M. concinnus in the Chapada Diamantina, North-eastern Brazil. In: Annals of Botany. Band 97, Nummer 3, S. 389–403 (doi:10.1093/aob/mcj052).